# Sammy Kaye

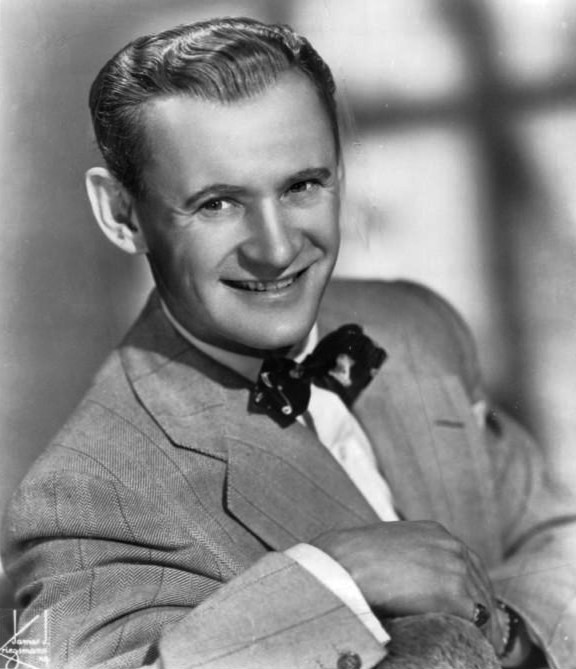
Sammy Kaye, in 1952.

Samuel William Zarnocay, Jr., artiestennaam Sammy Kaye (Lakewood (Ohio), 13 maart 1910 - Manhattan, 2 juni 1987) was een Amerikaanse bandleider, die met zijn sweet dance band pop- en novelty-nummers speelde. Zijn slogan "Swing and sway with Sammy Kaye" was een van de beroemdste in het swing-tijdperk. Zijn band swingde niet zo vaak, maar had wel veel hits.

## De beginjaren
Kaye was van Tsjechoslowaakse afkomst, hij praatte als jongeman nog met een accent. Hij kon saxofoon en klarinet spelen, maar heeft daarmee nooit als solist gespeeld. Tijdens zijn college-tijd aan de Ohio University richtte hij een groepje van drie man op dat op campussen speelde, hijzelf bespeelde de banjo. Langzaam groeide dit uit tot een grote band die The Ohioans heette. Na zijn afstuderen ging hij met deze groep optreden. Hij speelde er onder andere mee in de Cleveland-Country Club in Cleveland en in 1935 kwam hij vandaaruit op NBC-radio, waardoor hij meer bekend werd, ook landelijk. In die tijd ontstond tevens de beroemde "Swing and Sway"-slogan.

## Bekendheid
Vanaf november 1938 speelde hij met zijn band twee jaar lang in Commodore Hotel in New York, waar eerder Tommy Dorsey had gestaan. Hier begon hij met een speciaal onderdeel van de show, het uitnodigen van mensen uit het publiek om even bandleider te zijn: "So You Want to Lead a Band". Een ander vast onderdeel was dat de bandleider de titels van liedjes ging zingen. Dankzij deze onderdelen en zijn beroemde slogan werd Kaye nationaal bekend. Zijn orkest speelde in alle grote hotels, in New York, maar ook in Hollywood en Las Vegas, tevens stond hij in allerlei nachtclubs en theaters.

## Radio en televisie
In 1941 begon hij het zeer populaire radioprogramma, "Sunday Serenade", waarin hij onder andere poëzie van amateurs voorlas. Het programma werd tot in de jaren vijftig uitgezonden. Tijdens de uitzending van 7 december 1941 werd het programma onderbroken door de mededeling dat Japan Pearl Harbor had aangevallen. Na het programma ging Kaye naar huis en schreef het nummer "Remember Pearl Harbor", dat uiteindelijk een hit werd: het haalde de derde plaats in de Amerikaanse hitlijst. In de jaren vijftig had hij verschillende tv-shows, op CBS (1951-1952), NBC (zomer 1953) en ABC (1954-1955, met de tv-versie van "So You Want to Lead a Band", en 1958-1959).

## Hits, composities en bandleden
Kaye heeft vanaf 1937 vele tientallen hits gehad, zijn laatste hits scoorde hij in het begin van de jaren zestig. Enkele van de grootste successen waren: "Rosalie" en "Love Walked In" (beiden nummer 1, 1937), "Penny Serenade" (2, 1938), "Dream Valley" (1, 1940), "Daddy" (1, 1940), "I Left My Heart at the Stagedoor Canteen" (3, 1942), "Chickery Chick" (1, 1945), "I'm a Big Girl Now" (1, 1945), "The Old Lamp-Lighter" (1, 1946) en "Harbor Lights" (1, 1950). In de periode 1937-1971 nam hij met zijn groep meer dan 1300 nummers op.
Kaye was onder meer componist van "I'll Close My Eyes" (gezongen door bijvoorbeeld Conny Francis), "Hey Daddy", "Until Tomorrow", "Wanderin'", "I Miss Your Kiss" (met Sunny Skylar, opgenomen door Duke Ellington) en "Till the End of Time" (met Ted Mossman).
In zijn band hebben verschillende bekendere musici en vocalisten gewerkt, waaronder bigbandleider Ralph Flanagan, Hal Linden, zanger Don Cornell, Barry Frank en zangeres Nancy Norman.

## Golf en zaken
Kaye, een vriend van president Richard Nixon, speelde op de inauguratie van Nixon en van Ronald Reagan. Naast muziek was hij actief in de golfsport: hij sloeg balletjes met de bandleiders Jimmy Dorsey en Glenn Miller, en met bijvoorbeeld Jackie Gleason. In latere jaren hield hij zich ook met zaken bezig, zo investeerde hij in bowling-banen.

## Overlijden
Een jaar voor zijn overlijden gaf hij de leiding van de band over aan Roger Thorpe. Het orkest is nog steeds actief, met dezelfde man aan het roer.
Kaye overleed aan de gevolgen van kanker.

## Discografie (selectie)
- Plays Irving Berlin for Dancing, RCA Victor, 1950
- Christmas Serenade, Columbia, 1951
- Sunday Serenade, Columbia, 1951
- For Your Dancing Party, Columbia, 1952
- Populair American Waltzes, Columbia, 1957
- Midnight Serenade, Columbia, 1958
- Swings and Sways "My Fair Lady", Harmony Records, 1964
- Dance Time, ca. 1965
- Harbor Lights, Harmony, 1969
- Swing and Sway, The Total Sound, 1972
- Plays Swing and Sway for Your Dancing Pleasure, MCA Records, 1980s
- Only the Best of Sammy Kaye, 2009